# BEST ～second session～
BEST ～second session～ es la segunda compilación de sencillos lanzada por la cantante japonesa Kumi Kōda, pocos meses después de haber lanzado su primera compilación, el 8 de marzo del 2006.

## Información
Sólo 7 meses después del lanzamiento de la primera compilación de sencillos de Kumi (con los sencillos de su carrera desde 1999 hasta el 2005) fue lanzada esta compilación, conteniendo básicamente los 12 sencillos lanzados desde diciembre (2005) hasta febrero (2006), con un margen de 7 días. Sin embargo el álbum también contiene material extra.
Prácticamente todos los sencillos que fueron lanzados tuvieron éxito instantáneo, por lo que era ilógico que a este álbum le fuera mal. De hecho este BEST fue todo un éxito, por poco superando en ventas al first things, y en menos tiempo.
Las canciones que cabe destacar estuvieron dentro del proyecto de los doce sencillos, y sin embargo no fueron incluidas, fueron el lado b del primer sencillo, "Sweet Kiss", así como la versión completa de la denominada introducción para este álbum, el tema "Get It On" que sólo está disponible a través de ventas por internet, por @music (sitio de descargas en línea de Avex Trax), y también por mu-mo.net. Dos sencillos de estos 12 fueron #1 en las listas de Oricon (you" y "feel") y fue la primera vez que la artista alcanzaba en primer lugar de las listas, después de 6 años dentro ed la industria.
Un gran incentivo para comprar este álbum en los primeros días, fue que las primeras ediciones incluían un DVD aparte del que contenía los videos, en el cual estaba registrado el concierto realizado para promocionar first things llamado LIVE TOUR 2005～first things～, realizado en la ciudad de Osaka. Más tarde el DVD fue lanzado en un formato más completo como un solo DVD.
El DVD de los videos también contiene la historia llamada Wish your happiness & love, la cual son realmente los videos de "you", "feel" "Lies" y "Someday", que relatan en ese mismo orden una historia entre Kumi Koda y tres hombres que están en un bar contando sus experiencias.

## Track listing

### Disc1
| N.º | Título                                                           | Letras                      | Música                  | Arreglistas(s)     | Duración |  |
| 1.  | «Introduction to the second session»                             | Kumi Koda                   | Daisuke "D.I" Imai      | Daisuke "D.I" Imai | 1:16     |  |
| 2.  | «D.D.D.» (feat. SOULHEAD)                                        | Soulhead                    | Soulhead, Octopussy     | Octopussy          | 4:11     |  |
| 3.  | «you»                                                            | Kumi Koda, Yoko Kuzuya      | Yoko Kuzuya             | Toru Watanabe      | 4:47     |  |
| 4.  | «Candy feat. Mr. Blistah» (featuring Mr. Blistah)                | Kumi Koda, Mr. Blistah      | Daisuke "D.I" Imai      | Daisuke "D.I" Imai | 4:09     |  |
| 5.  | «Shake It Up»                                                    | Kumi Koda, Hiroshi Kim      | Hiroshi Kim             | Invisible Hand     | 4:59     |  |
| 6.  | «feel»                                                           | Kumi Koda, Hitoshi Shimono  | Hitoshi Shimono         | Hitoshi Shimono    | 4:16     |  |
| 7.  | «WIND»                                                           | Kumi Koda, Kosuke Morimoto  | Kosuke Morimoto         | h-wonder           | 4:25     |  |
| 8.  | «Love goes like...»                                              | Kumi Koda                   | Daisuke "D.I" Imai      |                    | 4:04     |  |
| 9.  | «No Regret»                                                      | Tohru Watanabe              | H-Wonder                |                    | 4:25     |  |
| 10. | «Birthday Eve»                                                   | Kumi Koda                   | Kosuke Morimoto         | Tohru Watanabe     | 4:30     |  |
| 11. | «Lies»                                                           | Kumi Koda                   | Yanagiman               | Yanagiman          | 5:22     |  |
| 12. | «Imasugu Hoshii (今すぐ欲しい?)»                                 | Aiko Machida, Zebra, Jewels | Aiko Machida, DJ Hasebe | DJ Hasebe          | 4:33     |  |
| 13. | «KAMEN» (featuring Tatuya Ishii)                                 | Tatsuya Ishii               | Tatsuya Ishii           | Yoichiro Kakizaki  | 5:14     |  |
| 14. | «Someday»                                                        | Kumi Koda                   | Kotaro Egami            | tasuku             | 4:17     |  |
| 15. | «A Whole New World» (Koda Kumi feat. Peabo Bryson) (Bonus Track) | Peabo Bryson                | Masaru Nishiyama        |                    | 6:08     |  |

### Disc2
| DVD1: Music video |                                                |              |          |  |
| N.º               | Título                                         | Director(es) | Duración |  |
| 1.                | «you»                                          |              |          |  |
| 2.                | «Candy» (feat.Mr. Blistah)                     |              |          |  |
| 3.                | «Ima Sugu Hoshii (今すぐ欲しい?)»              |              |          |  |
| 4.                | «Birthday Eve»                                 |              |          |  |
| 5.                | «feel»                                         |              |          |  |
| 6.                | «D.D.D.» (feat.SOULHEAD)                       |              |          |  |
| 7.                | «Kamen» (featuring Tatsuya Ishii)              |              |          |  |
| 8.                | «WIND»                                         |              |          |  |
| 9.                | «Lies»                                         |              |          |  |
| 10.               | «No Regret»                                    |              |          |  |
| 11.               | «Shake It Up»                                  |              |          |  |
| 12.               | «Someday» (…and「Wish your happiness & love」) |              |          |  |

### Disc3 (Edición Limitada)
| DVD2: "Live Tour 2005: First Things" |                                     |          |  |
| N.º                                  | Título                              | Duración |  |
| 1.                                   | «Opening movie at OSAKA»            |          |  |
| 2.                                   | «Butterfly»                         |          |  |
| 3.                                   | «Cutie Honey (キュ一ティ一ハニ一?)» |          |  |
| 4.                                   | «Chase»                             |          |  |
| 5.                                   | «Gentle Words»                      |          |  |
| 6.                                   | «Heat» (feat.MEGARYU)               |          |  |
| 7.                                   | «Hot Stuff» (feat.KM-MARKIT)        |          |  |
| 8.                                   | «CRAZY 4 U»                         |          |  |
| 9.                                   | «hands»                             |          |  |
| 10.                                  | «NO TRICKS»                         |          |  |
| 11.                                  | «Rain» (Unplugged Version)          |          |  |
| 12.                                  | «TAKE BACK»                         |          |  |
| 13.                                  | «maze»                              |          |  |
| 14.                                  | «Selfish»                           |          |  |
| 15.                                  | «Promise»                           |          |  |
| 16.                                  | «Star»                              |          |  |
| 17.                                  | «Trust Your Love»                   |          |  |
| 18.                                  | «COME WITH ME»                      |          |  |
| 19.                                  | «real Emotion»                      |          |  |
| 20.                                  | «the meaning of peace»              |          |  |
| 21.                                  | «flower»                            |          |  |
| 22.                                  | «walk»                              |          |  |

- Datos: Q2900008